# Ryan Regez
Ryan Regez, född 30 januari 1993, är en schweizisk freestyleåkare.

## Karriär
Vid olympiska vinterspelen 2022 i Peking tog Regez guld i skicross. Vid VM 2025 i Engadin tog han guld både individuellt i skicross samt i den mixade lagtävlingen i skicross tillsammans med Fanny Smith.